# Julie Nistad Samsonsenová
Julie Nistad Samsonsenová (* 5. dubna 2000) je norská rychlobruslařka.
Od roku 2017 startovala ve Světovém poháru juniorů, tentýž rok se také poprvé představila na juniorském světovém šampionátu. V seniorském Světovém poháru debutovala v únoru 2019, pravidelně v něm začala závodit od podzimu 2019. Na Mistrovství Evropy 2022 získala v týmovém sprintu bronzovou medaili. Startovala na ZOH 2022 (500 m – 24. místo) a krátce poté získala bronzovou medaili v týmovém sprintu na světovém šampionátu 2022.